# Vespasiana (Atenas)
Vespasiana (Vespasianae o Latrinae) era un antiguo edificio de aseos en el Ágora romana de Atenas, Grecia.

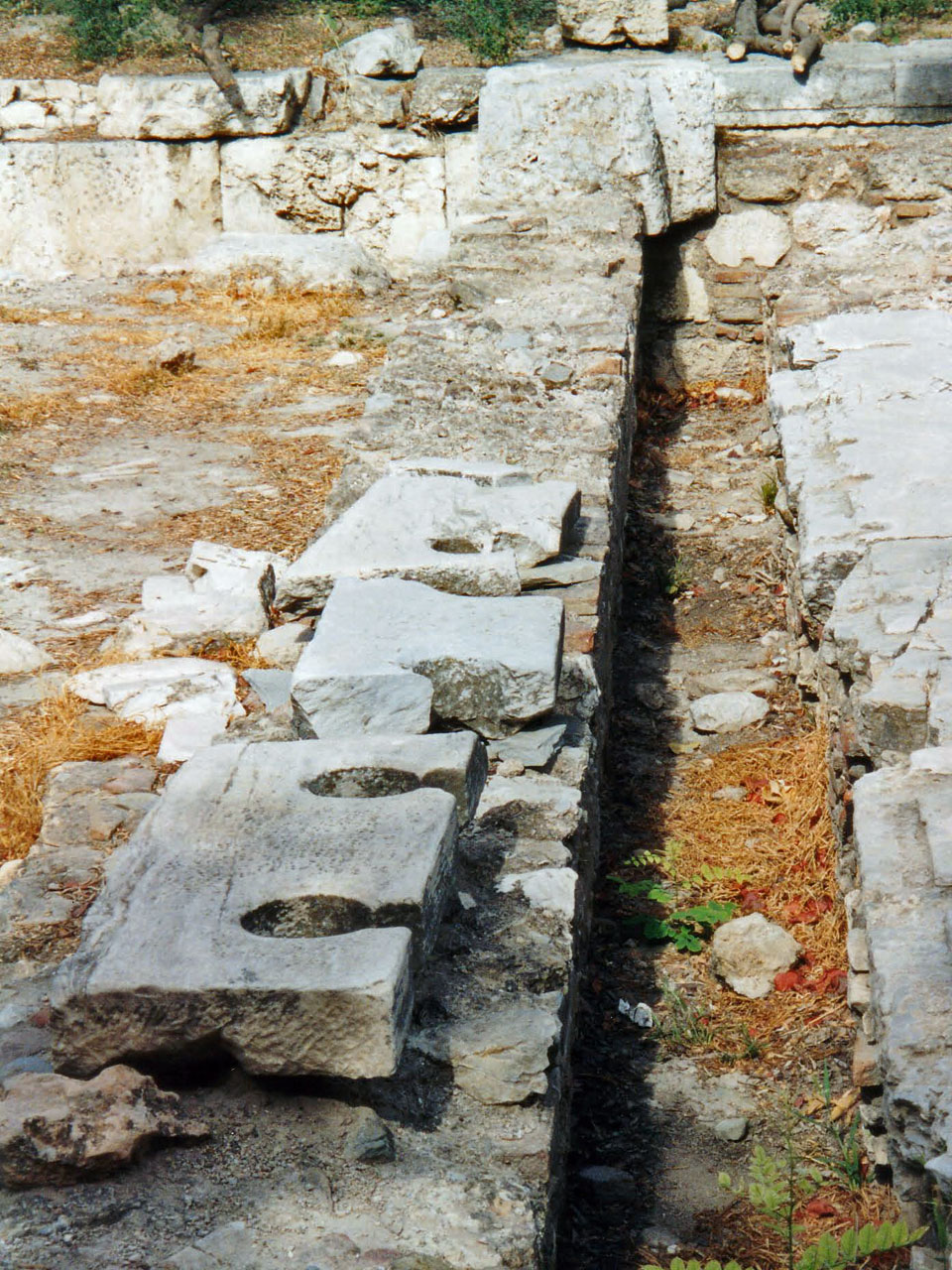
Restos de los asientos.

Se construyó en el siglo I d. C. y servía de letrina pública para el ágora romana. El edificio debe su nombre al emperador Vespasiano, que construyó numerosos edificios similares por todo el imperio. Se cobraba por usar la letrina, de ahí el dicho «el dinero no huele» (pecunia non olet), que se asocia con el emperador.
Estaba situada en el lado noreste del ágora, al norte de la Torre de los Vientos. El edificio era de planta cuadrada y estaba cubierto por un tejado a dos aguas. La letrina tenía una fila de asientos con agujeros circulares en cada uno de los cuatro lados, con un sistema de drenaje que pasaba por debajo. La entrada estaba en uno de los lados.